# Acrida ungarica
Espèce

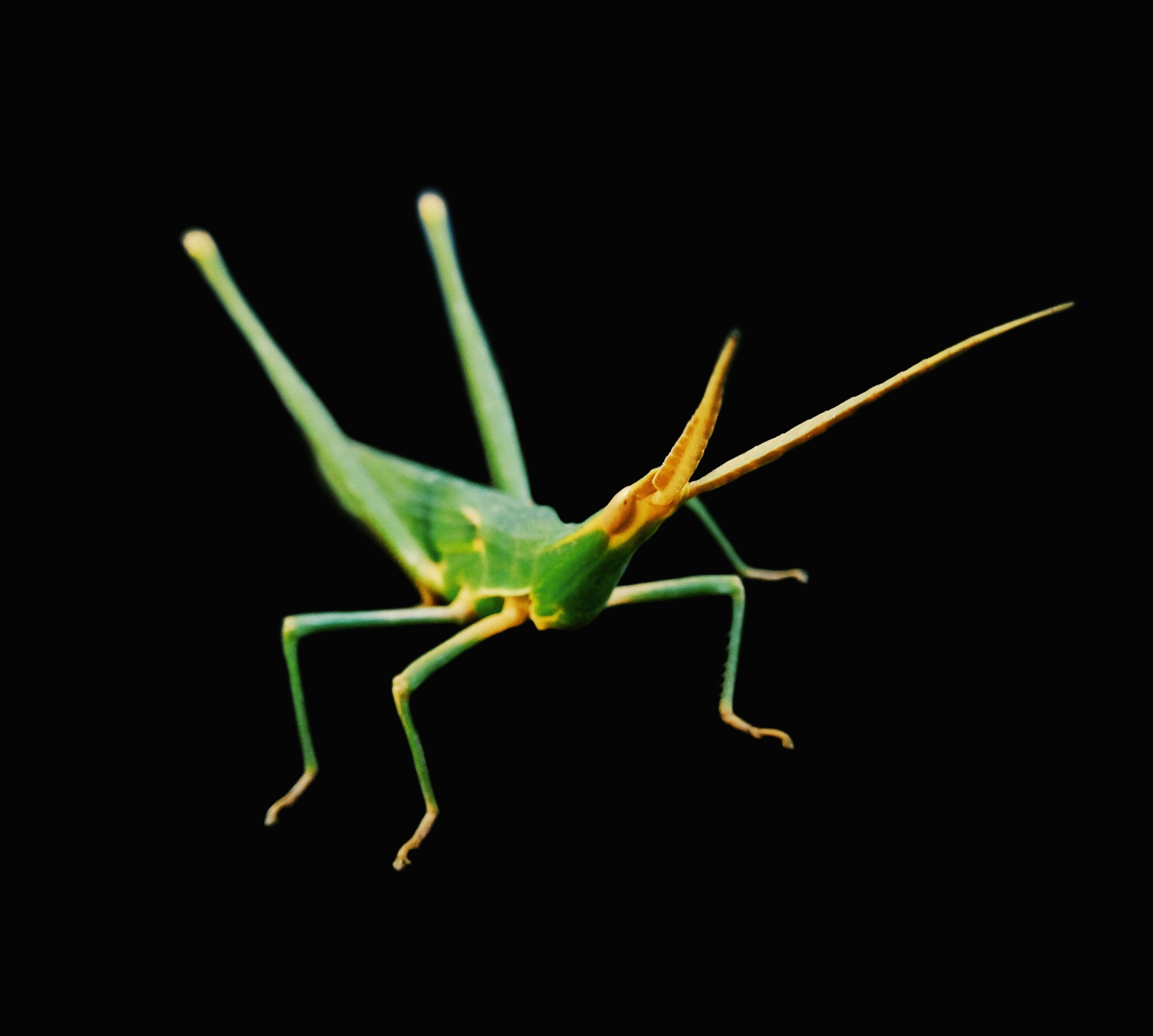
Acrida ungarica verte

Acrida ungarica est une espèce de criquets phytophages présente en Europe autour de la Méditerranée.

## Taxonomie
Le nom vernaculaire le plus courant de l'espèce est truxale méditerranéenne. On l'appelle aussi truxale occitane, criquet des magyars ou criquet au long nez. C'est la sous-espèce Acrida ungarica mediterranea (Dirsh, 1949) qui est présente en France. La sous-espèce nominale est présente en Europe de l'Est.
Synonymes :
- Acrida mediterranea Dirsh, 1949[2]

## Description
La truxale méditerranéenne est un criquet élancé de 30 à 60 mm de long. De couleur variable, on la reconnait à sa tête allongée ornée de deux yeux situés au sommet. Ses antennes, ensiformes, sont larges à la base et se terminent en pointe.

## Distribution
L'espèce est assez largement répandue autour de la Méditerranée, y compris en Crète. En France, elle a été signalée des Pyrénées-Orientales aux Alpes-Maritimes. La limite Nord de son aire de répartition se trouve à proximité de Montélimar. Aujourd'hui l'espèce s'étend jusqu'au nord de la Drôme avec même quelques observations au sud de l'Isère. Elle est également signalée en Corse.
Acrida ungarica se rencontre dans de nombreux milieux allant des bois clairs aux prairies sèches à humides et les vignobles. On la trouve plus fréquemment sur les terrains sableux et les alluvions.

## Confusions possibles
- Autres espèces du genre Acrida en particulier Acrida turrita.